# Славен Шпановић
Славен Шпановић (Сремска Митровица, 23. август 1988) је хрватски филмски, телевизијски и позоришни глумац.

## Улоге
| Год.  | Назив            | Улога          |
| ----- | ---------------- | -------------- |
| 2009. | Мамутица         | Тихо           |
| 2009. | Загребачке приче |                |
| 2011. |                  | Немачи војник  |
| 2011. |                  | Немачки војник |
| 2013. | Почивали у миру  | Мишо Шепер     |
| 2014. | Зора дубровачка  | Филип Вилиам   |
| 2014. | Број 55          | Марко          |
| 2014. | Таква су правила |                |
| 2014. | Ватре ивањске    | Виктор Магдић  |